# MS Moby Prince

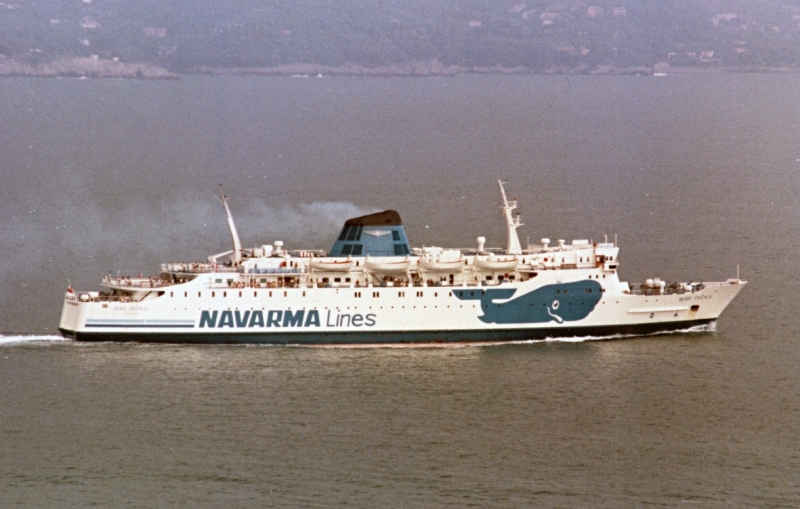
MS Moby Prince

O desastre do Moby Prince foi um grave acidente marítimo que resultou em 140 mortes. Ocorreu no final da noite de quarta-feira, 10 de abril de 1991, no porto de Livorno, Itália. É o pior desastre da marinha mercante italiana desde a Segunda Guerra Mundial. É também considerado um dos dois piores desastres ambientais na história da Itália, juntamente com a explosão e perda do petroleiro Amoco Milford Haven no dia seguinte, em um acidente não relacionado próximo a Voltri.
O MV Moby Prince, uma balsa pertencente à Navigazione Arcipelago Maddalenino (NAVARMA) Lines, colidiu com o petroleiro Agip Abruzzo, desencadeando um extenso incêndio que devastou a embarcação. O único sobrevivente da tripulação e dos passageiros da balsa foi um jovem moço do navio, Alessio Bertrand, de Nápoles. Os outros 140 a bordo morreram devido ao incêndio ou inalação de fumos tóxicos.
Em 28 maio 1998, o casco do navio afundou enquanto estava retido em um cais no porto de Livorno; posteriormente, foi reflutuado e enviado para ser sucateado na Turquia.

## Navio
O MV Moby Prince foi uma balsa italiana pertencente à Navarma Lines (mais tarde Moby Lines). Foi construída em 1967 pelo estaleiro inglês Cammell Laird de Birkenhead como Koningin Juliana para a operadora de balsas Stoomvaart Maatschappij Zeeland dos Países Baixos, e foi utilizada na rota de Harwich para Hook of Holland até 1984.

## Colisão
Às 22h03 do dia 10 de abril de 1991, o Moby Prince deixou Livorno, com destino a Olbia para um serviço regular, com 75 passageiros, sendo tripulado por 66 tripulantes. O navio era comandado por Ugo Chessa. Ao seguir a rota habitual de saída do porto, a proa da balsa colidiu com o Agip Abruzzo, que estava ancorado, e cortou o seu tanque número 7. O tanque estava cheio com 2.700 toneladas de petróleo bruto iraniano leve. Às 22h25, o operador de rádio da balsa transmitiu um Mayday pelo transmissor VHF portátil. Ele não usou o rádio fixo, pois não estava em seu posto no momento do desastre, como foi posteriormente confirmado pela localização de seu corpo.

## Incêndio

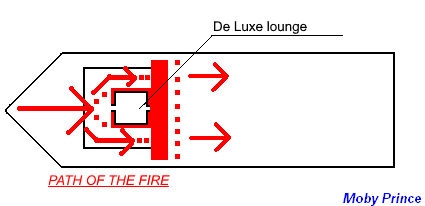
Trajeto do fogo na balsa, com o salão De Luxe no centro

Parte do óleo espalhou-se na superfície do mar e incendiou, mas o restante foi lançado sobre o Moby Prince pelo impacto. Um incêndio voraz rapidamente envolveu a balsa. A quantidade exata de óleo lançada sobre a balsa foi estimada no julgamento subsequente em 100 a 300 toneladas. Na colisão, o petroleiro ficou encalhado na balsa. O comandante do petroleiro ordenou potência máxima aos motores e conseguiu separar as embarcações, mas sem saber agravou o derramamento de óleo.
O convés do Moby Prince estava em chamas, mas as pessoas a bordo tiveram algum tempo para alcançar a segurança. O incêndio alcançou o interior do navio somente depois que as duas enormes coberturas entre o convés e o compartimento superior de automóveis cederam sob o calor intenso. Uma vez que isso aconteceu, o fogo se espalhou para a sala de máquinas da proa, retardado apenas pelas portas corta-fogo. De acordo com levantamentos posteriores, o incêndio demorou mais de meia hora para atingir o salão De Luxe, o ponto de encontro seguro do navio.

## Primeira resposta
Os socorristas foram alertados por chamadas repetidas do Agip Abruzzo, mas o Mayday do Moby Prince não foi ouvido. A situação permaneceu confusa até às 23:35 – mais de uma hora após a colisão – quando os destroços da balsa foram localizados. A tripulação do Moby Prince não teve tempo de desligar os motores. O navio ficou sem controle e começou a circular, afastando-se do local da colisão, ainda envolto em chamas, assim como o mar ao seu redor, dificultando ainda mais o resgate.
A tripulação reuniu os passageiros no salão De Luxe na proa do navio, contando com um resgate rápido por parte das autoridades portuárias, cuja base ficava a poucos minutos. O salão estava equipado com portas e paredes corta-fogo. As chamas foram alimentadas pelo óleo lançado sobre a proa, mas a onda de fogo passou por cima e ao redor do salão, incendiando o que estava ao seu redor, mas deixando o salão e seus ocupantes ilesos. Os recursos de segurança do salão poderiam ter possibilitado um resgate, mas os operadores de socorro demoraram a agir, devido a falhas de comunicação e confusão geradas pela dinâmica mal compreendida do desastre. Quando a tripulação percebeu que a ajuda não viria rapidamente, os arredores do salão já estavam envolvidos em chamas e não havia rota de fuga disponível.
Exames post-morte das vítimas revelaram que muitas morreram por Intoxicação por monóxido de carbono, tendo sobrevivido (ainda que inconscientes) por horas após o início do incêndio. A densa fumaça preta do óleo e dos plásticos dos equipamentos da balsa foi agravada pelos gases evaporados do petróleo bruto.
Quando a primeira onda de chamas atingiu a ponte de comando, a tripulação teve que fugir sem desligar o sistema de ar condicionado da balsa – os ventiladores ainda estavam funcionando quando os destroços foram visitados no dia seguinte, e foi constatado que a circulação de ar contribuiu para difundir gases tóxicos e fumaça nas áreas não diretamente afetadas pelo fogo.

### Erros nas operações de resgate
As operações de resgate foram lentas e caóticas, e posteriormente ficou comprovado que os problemas no resgate constituíram uma das principais causas de morte. Inicialmente, os navios de resgate de Livorno concentraram suas operações em torno do Agip Abruzzo, chegando à cena às 23h00 e salvando toda a tripulação do petroleiro. O Mayday do Moby Prince não foi ouvido, sendo fraco e distorcido para que a Autoridade Portuária o compreendesse.

Mayday … Mayday … Moby Prince … Moby Prince … Estamos em colisão … Estamos em chamas … Bombeiros necessários … Amigo, se você não nos ajudar, vamos queimar … Mayday … Mayday …— (chamada do operador de rádio do Moby Prince)
O comandante Renato Superina, do Agip Abruzzo, comunicou por rádio com os socorristas às 22h36, declarando que o navio havia colidido com uma bettolina (um tipo de pequena embarcação de serviço utilizada para reabastecimento), informando erroneamente o acidente e pedindo que os socorristas se dirigissem rapidamente ao petroleiro, "sem nos confundir com eles". Esse erro foi posteriormente repetido pelo operador de rádio do Agip Abruzzo: "parece que foi uma bettolina que nos atingiu".
O Comandante do Porto de Livorno, o Almirante Sergio Albanese, dirigiu-se à cena a bordo da embarcação da Guarda Costeira CP250. Como parte de suas funções, ele estava encarregado de coordenar as atividades de resgate. Contudo, nenhum dos oficiais envolvidos na operação relatou ter recebido ordens do Almirante Albanese, e sua voz não é ouvida nas gravações dos canais VHF daquela noite. O Almirante Albanese foi rapidamente exonerado durante o julgamento, levantando questões sobre se ele teria se dirigido ao local para encobrir operações militares secretas de outras embarcações não identificadas.

## Primeiros socorros
Os primeiros a encontrar os destroços do Moby Prince (às 23:35, mais de uma hora após a colisão) foram dois operadores de rebocadores, Mauro Valli e Walter Mattei, que conseguiram resgatar o único sobrevivente, Alessio Bertrand, um moço do navio pendurado no corrimão da popa.
Junto com Valli e Mattei, chegou a embarcação de vigilância da Autoridade Portuária, CP232. Os operadores de rebocadores chamaram repetidamente por ajuda, especialmente depois que Bertrand lhes disse que muitas pessoas ainda estavam em perigo. Bertrand foi colocado a bordo da embarcação de vigilância, que permaneceu por mais de meia hora procurando por sobreviventes, mas depois retornou ao porto, pois ele precisava de atendimento médico. Valli e Mattei relataram posteriormente que Bertrand disse: "já não há ninguém para salvar, todos foram queimados até a morte".
Enquanto isso, rebocadores e navios de combate a incêndio foram enviados para os destroços e começaram a esfriar o casco. Às 03h30, o marinheiro Giovanni Veneruso, de um rebocador privado, se voluntariou para embarcar na balsa para prender uma corda de reboque, sendo o primeiro socorrista a entrar no navio após o desastre. Outros socorristas chegaram somente horas depois, pela manhã, quando o incêndio nos destroços foi extinto.

## Cadáver no convés
Um helicóptero dos Carabinieri deixou sua base cedo pela manhã para se juntar às operações de resgate e filmou um cadáver deitado de costas próximo à popa do navio. O cadáver não estava carbonizado, embora os arredores estivessem profundamente queimados pelas chamas. Mais tarde, quando os destroços foram devolvidos ao porto de Livorno, os bombeiros encontraram o corpo completamente queimado pelo calor, sugerindo que muitas pessoas não morreram rapidamente nas chamas, mas lentamente devido ao calor intenso e à sufocação. Essa hipótese foi amplamente discutida no julgamento. Alguns especialistas afirmaram que o cadáver no convés era de um passageiro que, após sobreviver ao incêndio e à sufocação, tentou alcançar o navio de resgate ao amanhecer, mas foi vencido pelo calor do metal do convés.
Em setembro de 1992, uma fita de vídeo gravada por um passageiro pouco antes da colisão foi encontrada em bom estado, confirmando que as chamas e o calor eram bastante toleráveis no local onde os passageiros estavam abrigados, e que uma operação de resgate mais rápida poderia ter salvado muitas vidas.

## Destino do casco
O casco carbonizado permaneceu atracado em Livorno até 17 maio 1998, quando afundou. Os destroços enferrujados foram posteriormente recuperados e rebocados para Aliağa, Turquia para serem sucateados. O afundamento do Moby Prince foi o pior desastre para a marinha mercante italiana desde o fim da Segunda Guerra Mundial.

## Causas

### Névoa
Entre as causas oficialmente aceitas para o desastre, a névoa desempenhou o papel principal. Os juízes confirmaram que um fenômeno natural chamado névoa de advecção (formação rápida de névoa espessa em uma pequena área causada pelo ar quente e úmido que alcança a superfície fria do mar) ocorreu naquela noite na área ao redor do Agip Abruzzo, impedindo que o Moby Prince visse o petroleiro. Entretanto, várias testemunhas qualificadas, incluindo oficiais da Academia Naval próxima, relataram que a visibilidade estava boa e que não havia névoa. A maioria das testemunhas referiu-se à fumaça gerada após a colisão como "névoa".
Embora esta seja uma das causas oficialmente reconhecidas do desastre, muitas dúvidas foram levantadas quanto à ocorrência real do fenômeno, especialmente após um vídeo amador encontrado no salão De Luxe ter sido exibido no TG1. No vídeo, as condições meteorológicas parecem favoráveis. O capitão da Guardia di Finanza Cesare Gentile, comandante de uma embarcação de vigilância que participou dos primeiros esforços de resgate às 22:35, testemunhou que "naquele momento, o tempo estava excelente, o mar estava calmo e a visibilidade era perfeita".

### Explosão
Os juízes consideraram a hipótese de que uma bomba a bordo da balsa a teria desviado de sua rota, causando a colisão com o petroleiro. Inicialmente, essa hipótese foi considerada provável, mas foi rapidamente descartada durante o julgamento devido a peritagens e outros depoimentos, especialmente o do único sobrevivente.

### Tráfego
Um rumor de que os quartéis-generais militares dos Estados Unidos e da OTAN possuíam relatórios de radar e fotografias de satélite do desastre recebeu ampla atenção, mas foi posteriormente negado pelos respectivos comandos.
A presença da bettolina nunca foi confirmada. O comandante do petroleiro, nas primeiras chamadas de socorro, confirmou várias vezes que o navio colidiu com um pequeno rebocador, confundindo grosseiramente a real natureza do evento. Essas chamadas foram, sem dúvida, influenciadas pela confusão decorrente da colisão e pela baixa visibilidade causada pela fumaça. Alguns marinheiros do Agip Abruzzo testemunharam ter visto a silhueta de um navio no fogo, mas apenas alguns deles reconheceram que poderia ser uma balsa.
Três elementos são apontados como evidência da presença de uma bettolina:
- O tanque número 6 do Agip Abruzzo não estava devidamente selado, como se estivesse sendo carregado ou descarregado.[33]
- Um trecho de tubo, comumente usado para reabastecer pequenas embarcações, foi encontrado, parcialmente queimado, próximo ao petroleiro.
- O registro marcou 23h30 no diário do capitão do Efdim Junior: "Ficamos sabendo que dois navios, uma balsa de passageiros e um petroleiro, colidiram e que um incêndio irrompeu. Optei por permanecer ancorado devido ao grande número de barcos se afastando dos navios em chamas e à quantidade de embarcações participando das operações de busca e resgate em visibilidade zero."[33]

Contra essa teoria, há principalmente testemunhos orais, entre eles o observador portuário Romero Ricci, o piloto Federico Sgherri e muitos outros oficiais do Agip Abruzzo, além de funcionários portuários.
Dois navios maiores, provavelmente o Cape Breton e o Gallant II, ambos americanos, estavam ancorados próximos ao Agip Abruzzo, conforme mostrado em uma fotografia tirada da orla de Livorno na tarde anterior à tragédia. O capitão Gentile descreveu a posição dos navios no porto após a colisão:

Vi a silhueta do Agip Abruzzo logo fora do porto, mas não do Moby em chamas. [...] Havia um petroleiro à minha esquerda, a cerca de 700–800 metros da Academia Naval. Em seguida, estava o petroleiro naquela posição. Do outro lado, havia quatro navios, entre os quais um possivelmente transportava munições; na entrada norte, próximo ao Calambrone, havia um navio americano iluminado carregando munições.— Cesare Gentile, Guardia di Finanza
Em 2008, foi constatado que Theresa, outra embarcação, estava presente na cena, mas seu envolvimento permanece obscuro. Uma misteriosa gravação de áudio de 22h45, logo após a colisão, foi descoberta em 1991. Ela dizia em inglês: "This is Theresa, this is Theresa for the Ship One in Livorno anchorage I'm moving out, I'm moving out ..." Nenhuma embarcação chamada Theresa estava registrada nos registros portuários, e ainda se desconhece a que se refere o "Ship One" mencionado na gravação.

### Posição do "Agip Abruzzo"
A real localização do Agip Abruzzo é objeto de debate. O comandante do navio declarou estar ancorado com a proa apontando para o sul, mas depois revisou seu depoimento. O petroleiro pareceu estar seguindo rumo sul nas horas após a colisão, conforme evidenciado por uma gravação de vídeo encontrada meses depois do desastre. Nunca ficou esclarecido se a colisão foi causada pela balsa saindo de sua rota ou se o petroleiro estava posicionado erroneamente no "cone de saída" do porto, onde o atracamento é estritamente proibido. A primeira posição comunicada pelo comandante do Agip Abruzzo foi registrada na transmissão VHF com o primeiro pedido de mayday. A voz do Comandante Superina é claramente audível e relatou uma posição dentro da zona proibida de ancoragem. Com base nessa declaração inicial, a colisão pode ser explicada pelo fato de o Agip Abruzzo estar ancorado indevidamente no caminho legítimo do Moby Prince. Isso pode explicar por que os depoimentos do Comandante Superina mudaram posteriormente durante o julgamento. O Diário do Capitão, que confirmaria a posição correta, surpreendentemente não foi imediatamente adquirido e foi perdido poucos dias depois.

### Erro humano
A culpa foi atribuída à tripulação do Moby Prince por não utilizar o equipamento de radar, por não seguir os procedimentos adequados para manobras no porto e por excesso de velocidade. A imprensa informou erroneamente que a tripulação estava distraída pelo Taça dos Vencedores das Taças entre Juventus e Barcelona. Essa acusação foi decisivamente refutada quando Bertrand foi interrogado e declarou que os oficiais comandantes estavam no leme da balsa, onde deveriam estar.

### Falha do leme
Especulações iniciais sobre uma falha no leme, ou problemas com qualquer outro sistema crítico de navegação, foram descartadas por levantamentos iniciais do Ministério Público de Livorno.

### Navios militares e tráfico de armas
Ainda não está claro se navios dos Estados Unidos ou de outras nações estavam presentes nas proximidades do desastre. No momento da colisão, gravações de rádio e relatos verbais sugerem que embarcações não registradas provavelmente estavam presentes, e transferências de navios cargueiros transportando munições foram supostamente realizadas pelo Gallant II. A presença de navios da Marinha dos EUA – ou de navios militares de outras nações – foi repetidamente relatada, mas sua real presença, identidade e atividades permanecem desconhecidas. Navios americanos visitavam frequentemente o porto, pois Camp Darby está nas proximidades. A presença de navios militares encobertos não era incomum; tampouco o uso de nomes falsos quando embarcações eram empregadas em atividades militares secretas. O tráfico de armas no porto de Livorno foi supostamente ligado ao desastre, como explicação para os movimentos secretos de navios e para os obstáculos burocráticos encontrados ao solicitar documentos oficiais dos comandos militares.

## Julgamentos

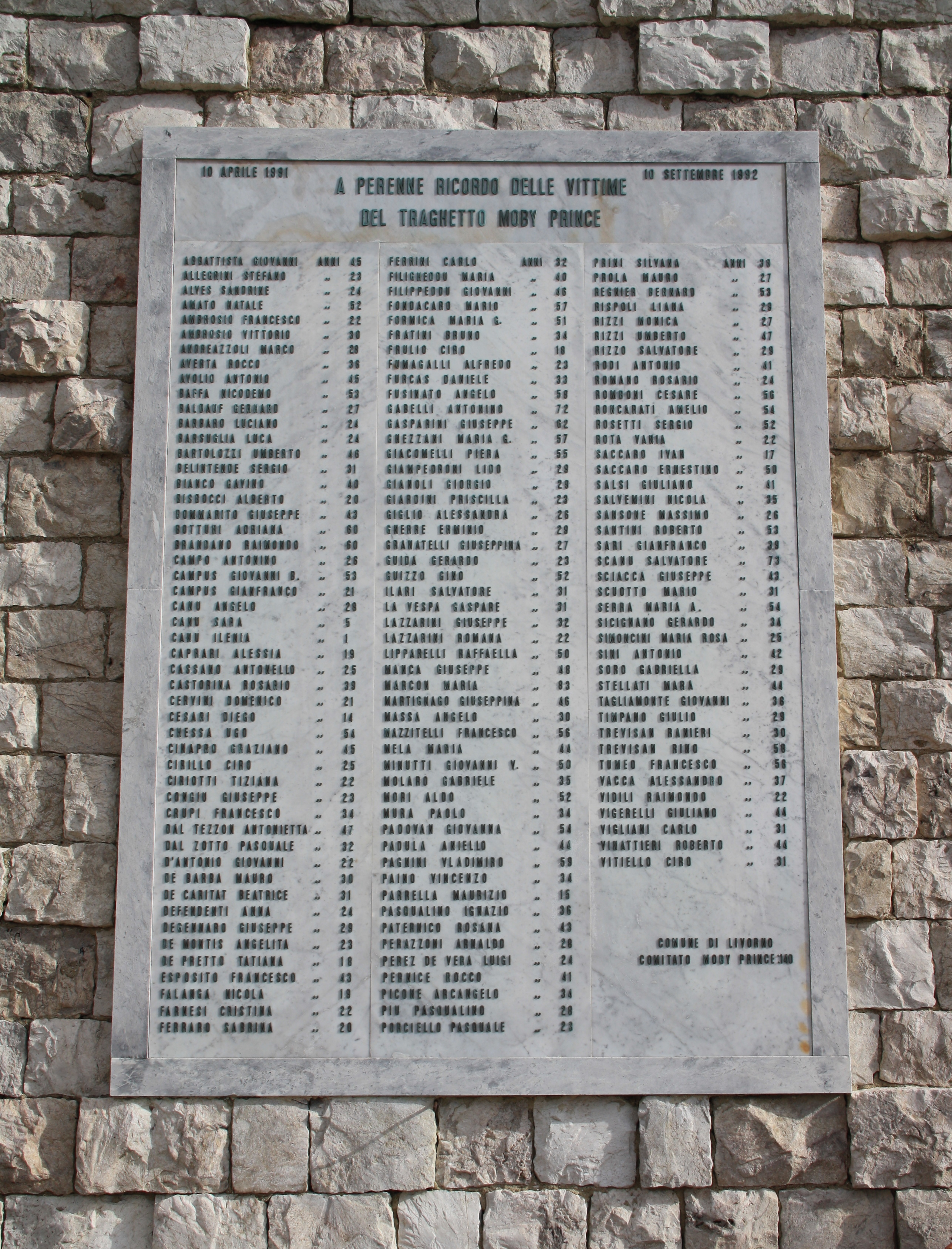
Placa em memória das 140 vítimas

Logo após o desastre, o Ministério Público de Livorno iniciou processos contra pessoas desconhecidas por omissão de socorro e homicídio culposo. O primeiro julgamento começou em 29 novembro 1995: o terceiro oficial Valentino Rolla, do Agip Abruzzo, comandante interino do petroleiro, foi acusado de múltiplos homicídios culposos e incêndio; Angelo Cedro, vice-comandante da Autoridade Portuária, e o oficial de segurança Lorenzo Checcacci foram acusados de múltiplos homicídios culposos pela demora dos resgates; o marinheiro Gianluigi Spartano foi acusado de homicídio culposo por ter perdido o Mayday da balsa. As acusações contra Achille Onorato, proprietário da NAVARMA, e o comandante do Agip Abruzzo, Renato Superina, foram arquivadas.
O julgamento terminou dois anos depois, na noite de 31 outubro 1997, em uma atmosfera muito tensa: em uma sala de audiências cheia de policiais e carabinieri, o presidente do júri, Germano Lamberti, leu o veredicto absolvendo todos os acusados. Esse veredicto, entretanto, foi parcialmente revisado em recurso. A terza sezione penale (terceiro tribunal criminal) em Florença declarou que não seriam adotadas novas medidas processuais, devido a um prazo prescricional. Em novembro de 1997, 11 deputados propuseram uma nova comissão de inquérito.
Além do julgamento principal, dois casos separados foram examinados no tribunal distrital: o primeiro oficial do Moby Prince, Ciro Di Lauro, confessou ter adulterado o leme na sala de máquinas do casco carbonizado para desviar os investigadores; e Pasquale D'Orsi, técnico de manutenção da NAVARMA, foi acusado por Di Lauro. Ambos foram absolvidos de qualquer infração no julgamento e em dois recursos.
Em 2006, a pedido dos filhos do Comandante Chessa, o Ministério Público de Livorno abriu um novo inquérito sobre o desastre. Novas imagens do desastre foram encontradas nos arquivos do Ministério Público de Livorno, confirmando a presença de reconhecimento por satélite da área na noite da colisão. Em 2009, a associação dos familiares das vítimas pediu ao presidente Giorgio Napolitano que solicitasse a Barack Obama a divulgação das gravações de radar, imagens de satélite e quaisquer outras informações disponíveis às autoridades americanas. Em abril de 2009, o parlamentar Ermete Realacci pediu um novo inquérito sobre a suposta presença de outras embarcações, especialmente da Marinha dos EUA, no porto na noite do desastre.
Em 16 novembro 2007, Fabio Piselli, um ex-paraquedista do exército, informou à imprensa sobre novas informações acerca do desastre que ele havia descoberto enquanto investigava a morte de um parente que trabalhava para a Embaixada dos EUA em Roma. Ele se encontrou com o advogado Carlo Palermo, mas foi posteriormente supostamente agredido por quatro pessoas que o sequestraram, o colocaram no porta-malas de um carro e o incendiaram; contudo, ele conseguiu escapar. Foi aberto um inquérito sobre o incidente.
Em 2009, Alessio Bertrand foi interrogado novamente, e o leito do porto foi vasculhado, produzindo novas evidências.
O casco flutuante permaneceu retido no porto de Livorno. Em 1998, quase afundou, mas foi reflutuado e enviado para sucateamento em Aliaga, Turquia.

## Dedicatórias
Uma placa memorial no Molo Mediceo em Livorno exibe os nomes e idades das 140 vítimas do incidente. O município de Livorno dedicou uma praça e muitos eventos públicos em homenagem às vítimas.

## Lista das vítimas
Lista das vítimas, com nomes e idades:
- Abbattista Giovanni, 45, tripulação da balsa
- Allegrini Stefano, 23, passageiro
- Alves Sandrine, 24, passageira
- Amato Natale, 52, tripulação da balsa
- Ambrosio Francesco, 22, passageiro
- Ambrosio Vittorio, 30, passageiro
- Andreazzoli Marco, 28, passageiro
- Averta Mariano Rocco, 36, tripulação da balsa
- Avolio Antonio, 45, tripulação da balsa
- Baffa Nicodemo, 52, tripulação da balsa
- Baldauf Gerhard, 27, passageiro
- Barbaro Luciano, 24, tripulação da balsa
- Barsuglia Luca, 24, passageiro
- Bartolozzi Umberto, 48, tripulação da balsa
- Belintende Sergio, 31, passageiro
- Bianco Gavino, 40, tripulação da balsa
- Bisbocci Alberto, 20, passageiro
- Bommarito Giuseppe, 43, tripulação da balsa
- Botturi Adriana, 60, passageira
- Brandano Raimondo, 60, passageiro
- Campo Antonino, 26, tripulação da balsa
- Campus Giovanni Battista, 53, tripulação da balsa
- Campus Gianfranco, 21, passageiro
- Canu Angelo, 28, passageiro
- Canu Sara, 5, passageira
- Canu Ilenia, 1, passageira
- Caprari Alessia, 19, passageira
- Cassano Antonello, 25, tripulação da balsa
- Castorina Rosario, 39, tripulação da balsa
- Cervini Domenico, 21, tripulação da balsa
- Cesari Diego, 24, passageiro
- Chessa Ugo, 54, tripulação da balsa
- Cinapro Graziano, 45, passageiro
- Cirillo Ciro, 25, tripulação da balsa
- Ciriotti Tiziana, 22, tripulação da balsa
- Congiu Giuseppe, 23, passageiro
- Crupi Francesco, 34, tripulação da balsa
- Dal Tezzon Antonietta, 47, passageira
- Dal Zotto Pasquale, 32, passageiro
- D'Antonio Giovanni, 22, tripulação da balsa
- De Barba Mauro, 30, passageiro
- De Caritat Beatrice, 31, passageira
- Defendenti Anna, 24, passageira
- De Gennaro Giuseppe, 29, tripulação da balsa
- De Montis Angelita, 23, passageira
- De Pretto Tatiana, 18, tripulação da balsa
- Esposito Francesco, 43, tripulação da balsa
- Falanga Nicola, 19, tripulação da balsa
- Farnesi Cristina, 22, tripulação da balsa
- Ferraro Sabrina, 20, tripulação da balsa
- Ferrini Carlo, 32, passageiro
- Filigheddu Maria, 40, passageira
- Filippeddu Giovanni, 46, passageiro
- Fondacaro Mario, 57, tripulação da balsa
- Formica Maria Giovanna, 51, passageira
- Fratini Bruno, 34, passageiro
- Frulio Ciro, 18, tripulação da balsa
- Fumagalli Andrea Alfredo, tripulação da balsa
- Furcas Daniele, 33, passageiro
- Fusinato Angelo, 58, passageiro
- Gabelli Antonino, 72, passageiro
- Gasparini Giuseppe, 62, passageiro
- Ghezzani Maria Giulia, 57, passageira
- Giacomelli Piera, 55, passageira
- Giampedroni Lido, 29, tripulação da balsa
- Gianoli Giorgio, 29, passageiro
- Giardini Priscilla, 23, tripulação da balsa
- Giglio Alessandra, 26, passageira
- Gnerre Erminio, 29, passageiro
- Granatelli Giuseppina, 27, passageira
- Guida Gerardo, 23, tripulação da balsa
- Guizzo Gino, 52, passageiro
- Ilari Salvatore, 31, tripulação da balsa
- La Vespa Gaspare, 31, tripulação da balsa
- Lazzarini Giuseppe, 32, passageiro
- Lazzarini Romana, 22, passageira
- Lipparelli Raffaella, 50
- Manca Giuseppe, 48, tripulação da balsa
- Marcon Maria, 83, passageira
- Martignago Giuseppina, 46
- Massa Angelo, 30, tripulação da balsa
- Mazzitelli Francesco, 56, tripulação da balsa
- Mela Maria, 44, passageira
- Minutti Giovanni V., 50, passageiro
- Molaro Gabriele, 35, passageiro
- Mori Aldo, 52, passageiro
- Mura Paolo, 34, tripulação da balsa
- Padovan Giovanna, 54, passageira
- Padula Aniello, 44, tripulação da balsa
- Pagnini Vladimiro, 59, passageiro
- Paino Vincenzo, 34, tripulação da balsa
- Parrella Maurizio, 15, tripulação da balsa
- Pasqualino Ignazio, 36, tripulação da balsa
- Paternicò Rosanna, 43, passageira[59]
- Perazzoni Arnaldo, 28, passageiro
- Perez De Vera Luigi, 24, tripulação da balsa
- Pernice Rocco, 41, tripulação da balsa
- Picone Arcangelo, 34, tripulação da balsa
- Piu Pasqualino, 28, passageiro
- Porciello Pasquale, 23, tripulação da balsa
- Prini Silvana, 38, passageira[59]
- Prola Mauro, 27, tripulação da balsa
- Regnier Bernard, 53, passageiro
- Rispoli Liana, 29, tripulação da balsa
- Rizzi Monica, 27, passageira
- Rizzi Umberto, 47, passageiro
- Rizzo Salvatore, 29, tripulação da balsa
- Rodi Antonio, 41, tripulação da balsa
- Romano Rosario, 24, tripulação da balsa
- Romboni Cesare, 56, passageiro
- Roncarati Amelio, 54, passageiro
- Rosetti Sergio, 52, tripulação da balsa
- Rota Vania, 22, tripulação da balsa
- Saccaro Ernesto, 50, passageiro
- Saccaro Ivan, 17, passageiro
- Salsi Giuliano, 41, passageiro
- Salvemini Nicola, 35, tripulação da balsa
- Sansone Massimo, 26, passageiro
- Santini Roberto, 53, tripulação da balsa
- Sari Gianfranco, 39, passageiro
- Scanu Salvatore, 73, passageiro
- Sciacca Giuseppe, 53, tripulação da balsa
- Scuotto Mario, 31, tripulação da balsa
- Serra Maria Antonia, 54, passageira
- Sicignano Gerardo, 34, tripulação da balsa
- Simoncini Maria Rosa, 25, passageira
- Sini Antonio, 42, passageiro
- Soro Gabriella, 29, passageira
- Stellati Mara, 44, passageira
- Tagliamonte Giovanni, 36, tripulação da balsa
- Timpano Giulio, 29, tripulação da balsa
- Trevisan Ranieri, 30, passageiro
- Trevisan Rino, 58, passageiro
- Tumeo Francesco, 58, tripulação da balsa
- Vacca Alessandro, 37, passageiro
- Vidili Raimondo, 22, passageiro
- Vigerelli Giuliano, 44, passageiro
- Vigliani Carlo, 31, tripulação da balsa
- Vinattieri Roberto, 44, passageiro
- Vitiello Ciro, 31, tripulação da balsa

## Leituras adicionais
- Andrea Affricano e Loris Rispoli, 140. Il libro di due uomini che non dimenticano, Associazione, 2003
- Elisabetta Arrighi, 140 La tragedia del Moby Prince, Pisa, Valenti ed Allegranti, 1993
- Enrico Fedrighini, Moby Prince. Un caso ancora aperto, Paoline Editoriale Libri, 2005
- Luigi Grimaldi e Luciano Scalettari, 1994. L'anno che ha cambiato l'Italia. Dal caso Moby Prince agli omicidi di Mauro Rostagno e Ilaria Alpi. Una storia mai raccontata, Chiarelettere, 2010
- Andrea Vivaldo, Moby Prince. La notte dei Fuochi, a cura di F. Colarieti, BeccoGiallo, 2010